# Heksamitoza
Heksamitoza – pasożytnicza choroba wywołana przez wiciowce z rodzaju Hexamita, występująca u ryb.

## Etiologia
Przypuszcza się, że za chorobę odpowiadają trzy gatunki pasożyta - Hexamita salmonis, Hexamita truttae oraz Hexamita intestinalis. Gatunek Hexamita symphysodoni wywołuje bardzo niebezpieczną "dziurawicę". 
Pasożyty występują głównie w odpadach organicznych, żywiąc się nimi. Mogą zostać skonsumowane przez rybę przez co dochodzi do zarażenia, ale od stanu układu odpornościowego zależy czy wiciowce rozpoczną szybko reprodukcję i zaatakują organizm.   
Wiciowce te początkowo przechodzą z układu pokarmowego do górnego jelita, gdzie przyczepiają się wiciami do jego ścianek. W dalszym stadium następuje ekspansja do innych narządów. Charakterystyczne jest gromadzenie się wiciowców w głowie ryby, gdzie dochodzi do poważnych uszkodzeń tkanek powodujących ubytki skórne i możliwość zakażenia wtórnego m.in. bakteryjnego i grzybiczego.

## Warunki sprzyjające rozwojowi heksamitozy
- Osłabiony system odpornościowy ryb,
- Nieprawidłowe warunki w akwarium względem hodowanych gatunków ryb,
- Urazy mechaniczne,
- Stres wywołany transportem, nadmiarem związków azotu, brakiem tlenu,
- Nieprawidłowe karmienie,
- Zaleganie szczątków organicznych w akwarium.

## Objawy
- Apatia,
- Rozdęte okolice brzuszne,
- Głowa opadająca w dół,
- Ubytki skórne w okolicy głowy,
- Utrata kolorów, zbladnięcie, zmętnienie,
- Pochyłe pływanie, efekt utraty równowagi,
- Podłużne, kleiste (pokryte śluzem), galaretowate odchody ciągnące się z okolic odbytu, widoczne również na dnie.

## Leczenie
Najskuteczniejszym środkiem chemioterapeutycznym jest metronidazol o szerokim spektrum leczniczym w weterynarii ryb tropikalnych, najczęściej używany jest do leczenia chorób pasożytniczych wywołanych przez wiciowce. 
Środek ten dostępny jest tylko na receptę, więc w sytuacji niemożności zdobycia go, można zastosować inne metody leczenia.
- Terapia z wykorzystaniem preparatu Zoolek Protosol według zaleceń producenta, o szerokim spektrum działania wobec wiciowców,
- Terapia trypaflawiną (akryflawina) w stężeniu zalecanym przez producenta leku,
- Leczenie za pomocą wycofanego ze sprzedaży (w 2017 r. dostępny nadal w sklepach internetowych) Tetra Medica Hexa-ex według zaleceń producenta. Preparat wyróżnia się ukierunkowanym działaniem na wiciowce z rodziny Hexamita i Spironucleus,

Leczeniem pomocniczym jest proces dezynfekcji ran, ubytków skórnych (bezpośrednio na ranę) np. za pomocą preparatu Octenisept, Rivanolu lub nadganmanianu potasu w stężeniu 0,05%.
W trakcie leczenia należy zwiększyć napowietrzania wody.

## Zakażenia wtórne
Ze względu na uszkodzenia tkanek, powstanie ubytków skórnych i osłabienie układu odpornościowego, istnieje ryzyko wystąpienia infekcji wtórnej wywołanej głównie przez bakterie i grzyby.  
W przypadku stwierdzenia zakażenia wtórnego należy podjąć odpowiednie leczenie.

## Profilaktyka
- Przeprowadzenie kwarantanny nowych ryb przez okres 4-6 tygodni,
- Badanie próbek kału pod mikroskopem na obecność pasożytów,
- Staranna preparacja i dezynfekcja roślin oraz dekoracji wkładanych do akwarium,
- Wywiad ze sprzedawcą na temat stanu kupowanych ryb,
- Zakup zwierząt z jednego, sprawdzonego źródła,
- Prawidłowe karmienie ryb, wyłącznie sprawdzonym pokarmem,
- Regularne usuwanie resztek organicznych z akwarium,
- Konserwacja sprzętu akwarystycznego (głównie filtra).